# دارالسلام (کتاب)
کتاب دارالسّلام کتابی است در حوزه مهدویت، راجع به امام زمان شیعیان.
نویسندهٔ این کتاب «علامه محمود میثمی عراقی» فرزند جعفر بن باقر بن قاسم از نوادگان میثم تمار صحابی معروف علی بن ابی‌طالب است.
در درستی این کتاب شبهاتی وجود دارد ولی بعضی روایات ان مورد تایید اهل سنتم هم هست مانند داستان برگشت خورشید توسط پیامبر برای علی 
بعضی کتاب دار السلام را به حاجی نوری نسبت میدهند که متوفی سال ۱۳۴۰و محقق بزرگی درباره ی ائمه است یکی از افرادی که بسیار به این کتاب استناد کرده سید محمد نجفی یزدی است